# Valverde del Majano (kommunhuvudort)
Valverde del Majano är en kommunhuvudort i Spanien.   Den ligger i provinsen Provincia de Segovia och regionen Kastilien och Leon, i den centrala delen av landet, 70 km nordväst om huvudstaden Madrid. Valverde del Majano ligger 925 meter över havet och antalet invånare är 586.
Terrängen runt Valverde del Majano är platt. Runt Valverde del Majano är det tätbefolkat, med 319 invånare per kvadratkilometer. Närmaste större samhälle är Segovia, 9,8 km öster om Valverde del Majano. Trakten runt Valverde del Majano består till största delen av jordbruksmark.